# Kvalificerad yrkesutbildning
Kvalificerad yrkesutbildning (KY-utbildning) var fram till den 31 december 2013 en svensk eftergymnasial utbildningsform som var ett alternativ till högskoleutbildning. En KY-utbildning var kortare än en högskoleutbildning, vanligtvis mellan ett och två år. Utbildningarna skulle vara utformade i nära samarbete med näringslivet och leda till anställning. Deltagarna tillbringade en tredjedel av tiden i praktik i arbetslivet, så kallat lärande i arbete (LIA). Den kvalificerade yrkesutbildningen berättigade till studiemedel.
KY-utbildningarna ersatte de tidigare högre specialkurserna vid gymnasieskolan och även en del kortare högskoleutbildningar.
KY-utbildningarna var från 1 juli 2009 en del av den nybildade Yrkeshögskolan och har successivt ersatts av yrkeshögskoleutbildning.

## Poängsystem
KY-utbildningarnas kurser hade ett poängsystem som överensstämde med det akademiska poängsystemet innan juli 2007, men skiljer sig från dagens högskolepoäng. En KY-poäng motsvarar en veckas heltidsstudier, och utbildningarna skulle normalt ha en längd på 80 KY-poäng, men kunde ha en längd mellan 40 och 120 KY-poäng. 80 veckors heltidsstudier motsvarar två års heltidsstudier.